# NGC 273
NGC 273 este o galaxie lenticulară situată în constelația Balena. A fost descoperită în 10 septembrie 1785 de către William Herschel.